# Velika Strmica
Velika Strmica este o localitate din comuna Mokronog - Trebelno, Slovenia, cu o populație de 46 de locuitori.